# World of Warriors
World of Warriors es un videojuego para dispositivos móviles desarrollado por Mind Candy y publicado en noviembre de 2014.

## Jugabilidad
Gamezebo coloca a World of Warriors en el género de juegos de recolección y batalla, mientras que Gematsu lo llama un juego de aventuras centrado en el combate. IGN Italia lo coloca en el género de acción.
El jugador crea un equipo de personajes que el jugador usa para luchar contra personajes enemigos que no son jugadores, en grupos de uno a tres. Derrotar enemigos recompensa al jugador con experiencia, dinero en el juego y material para crear otros elementos. Después de un poco de experiencia, los personajes suben de nivel y el jugador puede asignar elementos a cada personaje, lo que lo hace más poderoso. Al igual que en el juego de piedra, papel, tijeras, ciertos personajes son débiles frente a otros personajes específicos, mientras que son fuertes frente a otros. Cada personaje tiene un movimiento único. El jugador puede participar en el combate sincronizando sus acciones con las acciones de sus personajes, lo que hace que los ataques de sus personajes sean más fuertes. Cada batalla tiene lugar en una arena específica, cada una con su propio entorno.
El juego proporciona a los jugadores un método para aumentar el nivel de sus personajes fuera del modo historia principal.
Cada uno de los personajes está basado en luchadores históricos.
Gamezebo en el lanzamiento informó que habría jugador contra jugador.
El juego es gratuito con algunas microtransacciones.

## Desarrollo y lanzamiento
El desarrollador Mind Candy concibió el juego en un retiro. El director de arte Johnny Taylor se inspiró en su hijo, que apreciaba a los guerreros de la historia. El juego fue desarrollado en el estudio de Brighton.
El juego está destinado a ser un juego familiar, más que un juego para niños; El fundador de Mind Candy, Michael Smith, describió el juego como "profundo y complejo". Estaba preocupado por la competencia en las plataformas de videojuegos móviles durante el desarrollo. Smith señaló que "los desarrolladores tienen que ser responsables", ya que diseñar para niños, teniendo en cuenta el deseo de ganar dinero en una economía de microtransacciones, puede ser difícil.
El desarrollador anunció el juego para iOS y Android en mayo de 2014, con la expectativa de su lanzamiento más tarde en 2014. The Telegraph asumió que el desarrollador tendría "esperanzas" de su lanzamiento, ya que The Telegraph esperaba que la compañía tuviera una oferta pública inicial dentro de unos años de lanzamiento.
El juego se publicó en noviembre de 2014.

## Recepción
Gamezebo elogió la obra de arte única y la inclusión de los aspectos históricos, así como el juego basado en reflejos durante las batallas. IGN Italia elogió la gran cantidad de héroes para la selección y asignó al juego una puntuación de 8 sobre 10.
Gamezebo criticó la cantidad de monedas (tres) y múltiples sistemas energéticos (dos). IGN Italia dijo que el juego no estaba optimizado para los teléfonos más nuevos.

### Port
La compañía anunció en 2016 un puerto del juego a PlayStation 4, que será la primera vez que el juego esté en una consola.

### Mercancías
El juego tiene "cartas coleccionables, figuras de acción, productos de juegos de rol y otros vínculos".